# 塞韋里亞尼人
塞韋里亞尼人（羅馬化：Siveriany）是早期東斯拉夫人在第聂伯罗河中部以东和多瑙河东南部的部落或部落联盟。9世纪匿名的巴伐利亞地理學家，10世纪拜占庭帝国的君士坦丁七世（956-959年在位），可萨汗国的約瑟夫（约955年），和1113年成书的《往年纪事》都提到了他們。